# دير صوان
دير صوان  قرية سوريّة تتبع إداريّاً لمحافظة حلب منطقة عفرين ناحية شران، بلغ تعداد سكانها 807 نسمة حسب التعداد السكاني لعام 2004.